# Stuart Carrington
Stuart Carrington (* 14. Mai 1990 in Grimsby, Vereinigtes Königreich) ist ein englischer Snookerspieler. 2011 spielte er erstmals auf der Profitour und von 2013 bis 2025 gehörte er ununterbrochen der Tour an. Ende der 2010er Jahre konnte er bis in die Top 40 der Weltrangliste vordringen und kam bei zwei Ranglistenturnieren bis ins Halbfinale.

## Karriere
Bereits 2009 stand Stuart Carrington kurz vor der Qualifikation für die Snooker Main Tour über die EASB Pro Ticket Tour. Am Ende wurde er jedoch nur Zweiter hinter Jimmy Robertson und verpasste den Sprung auf die Profitour vorerst.
2011 konnte er sich schließlich über die Q School für die Main Tour qualifizieren, nachdem er in der Vorsaison bereits als Amateur bei einigen Turnieren der Players Tour Championship angetreten war und zweimal den Sprung in die Runde der letzten 32 geschafft hatte. Dabei schlug er auch einige Spieler aus den vorderen Regionen der Weltrangliste, etwa Martin Gould oder Mark King.
Seine Debütsaison 2011/12 verlief hingegen wenig positiv. Lediglich bei der Qualifikation für das German Masters 2012 und dem PTC-Turnier Warsaw Classic 2011 gelang ihm jeweils ein Sieg in seiner Auftaktpartie, bei allen anderen Turnieren schied er jeweils in seinem ersten Match aus. Folglich verlor er seinen Profistatus am Ende der Saison.
Im April 2013 gewann Carrington eines der drei Finalspiele der EBSA Qualifying Tour und erhielt somit ein Zweijahres-Tourticket für die Snooker-Saison 2013/14 und 2014/15. Diesmal startete er mit einem Achtelfinaleinzug bei den Bulgarian Open und einigen kleineren Erfolgen bei weiteren PTC-Turnieren in die Profikarriere. Bei der International Championship erreichte er erstmals bei einem Weltranglistenturnier die Runde der letzten 32, ein Ergebnis, das er anschließend bei der UK Championship wiederholen konnte. Zum Saisonabschluss war er bei der Weltmeisterschaft noch einmal sehr erfolgreich und verpasste nur um ein Match den Einzug ins Hauptfeld der besten 32 Spieler, nachdem er drei Runden gewonnen hatte. Zu Beginn der folgenden Saison verpasste er beim Shanghai Masters und den Australian Open ebenfalls zweimal knapp das Hauptturnier. Bei den Ruhr Open und den Gdynia Open konnte er aber zwei weitere Male in seiner Karriere ein PTC-Achtelfinale erreichen, unter anderem mit einem 4:0-Sieg gegen Mark Allen in Mülheim. Nachdem ihm danach nur noch einmal bei den Indian Open der Einzug in das Hauptturnier gelungen war, stand der Engländer vor der Weltmeisterschaft nur auf Platz 69 der Weltrangliste, was nicht für den Tourverbleib gereicht hätte. Dort gelangen ihm aber drei Qualifikationssiege, unter anderem gegen Peter Ebdon. Damit durfte er erstmals im Crucible Theatre antreten, wo er mit 6:10 gegen Judd Trump verlor. Diese Leistung brachte ihm die notwendige Verbesserung um 6 Plätze in der Rangliste, die eine weitere Profisaison für ihn bedeutete.
Die dritte Main-Tour-Saison in Folge begann mit zwei Auftaktniederlagen bei den ersten beiden Weltranglistenturnieren. Beim Paul Hunter Classic 2015 gelang ihm danach unter anderem mit Siegen über Matthew Stevens und Mark Davis erstmals der Viertelfinaleinzug bei einem PTC-Turnier. Bei den Bulgarian Open stand er im Achtelfinale. Beim German Masters erreichte er das Hauptturnier unter anderem mit einem Sieg über Ronnie O’Sullivan. Mit weiteren Erstrundensiegen schaffte er die Punktlandung auf Platz 64 der Rangliste zum Saisonende und den Main-Tour-Verbleib. In der Saison 2016/17 spielte er sich beim Shanghai Masters durch drei Qualifikationsrunden und die Wildcard-Runde ins Hauptturnier und stand nach einem 5:4 über Joe Perry erstmals auch bei einem vollwertigen Ranglistenturnier im Achtelfinale. Bei den Welsh Open 2017 erreichte er das Viertelfinale und verlor gegen Stuart Bingham. Im letzten Qualifikationsspiel der Weltmeisterschaft schlug er Mark Williams und zog so in die Hauptrunde ein.